# NGC 5595
NGC 5595 é uma galáxia espiral barrada (SBc) localizada na direcção da constelação de Libra. Possui uma declinação de -16° 43' 21" e uma ascensão recta de 14 horas, 24 minutos e 13,3 segundos.
A galáxia NGC 5595 foi descoberta em 14 de Maio de 1784 por William Herschel.